# 尤拉克亞庫區
5°55′51″S 77°14′00″W / 5.9308°S 77.2334°W
尤拉克亞庫區（西班牙語：Distrito de Yuracyacu），是秘魯的一個區，位於該國中北部聖馬丁大區的里奧哈省，始建於1935年12月9日，面積13.7平方公里，海拔高度824米，2005年人口4,702，人口密度每平方公里340人。